# Noord (Surinam)
Noord – miasto oraz okręg (ressorten) w dystrykcie Para, w Surinamie. Według danych na rok 2012 miasto zamieszkiwały 9703 osoby, a gęstość zaludnienia wyniosła 41,11 os./km².

## Demografia
Ludność historyczna:
| Rok                           | 2004  | 2012  |
| ----------------------------- | ----- | ----- |
| Ludność                       | 6442  | 9703  |
| Gęstość zaludnienia os./km²   | 27,3  | 41,11 |
| Roczna zmiana liczby ludności | +5,2% | +5,2% |

## Klimat
Klimat jest tropikalny. Średnia temperatura wynosi 23 °C. Najcieplejszym miesiącem jest listopad (24 °C), a najzimniejszym miesiącem jest styczeń (22 °C). Średnie opady wynoszą 2492 milimetrów rocznie. Najbardziej wilgotnym miesiącem jest maj (404 milimetry deszczu), a najbardziej suchym miesiącem jest wrzesień (86 milimetrów).